# Jörg Sundermeyer
Jörg Sundermeyer (* 26. Mai 1959 in Leverkusen) ist ein deutscher Chemiker und Professor für Anorganische Chemie an der  Universität Marburg.

## Leben
Jörg Sundermeyer wurde als der Sohn des Chemikers Wolfgang Sundermeyer 1959 in Leverkusen geboren. Er studierte von 1978 bis 1984 Chemie an der Georg-August-Universität Göttingen. Die Dissertation erfolgte im Jahre 1988 bei Herbert W. Roesky.
Die Habilitation erfolgte im Jahre 1995 an der Julius-Maximilians-Universität Würzburg bei H. Werner.
Seit 1996 ist Jörg Sundermeyer Professor für Organometallchemie an der Philipps-Universität Marburg.

## Wirken
Seine Forschungsgebiete sind funktionelle Moleküle aus den Materialwissenschaften, anorganische Chemie, homogene und zweiphasige Katalyse, sowie die Koordinations- und Organometallchemie.
Er ist ein langjähriges Mitglied bei der Gesellschaft Deutscher Chemiker (GDCh).

## Auszeichnungen
- 1994: Heinz-Maier-Leibnitz-Preis des Bundesministerium für Bildung und Forschung[5]
- 1994: Preis der Dr. Otto Röhm-Gedächtnisstiftung